# Epitadeo
Epitadeo (in greco antico: Ἐπιτάδευς?, Epitàdeus; ... – IV secolo a.C.) è stato un politico spartano.
Da eforo promulgò una rhetra che consentiva la donazione in vita o il lascito dopo la morte dei beni di famiglia in favore di qualsiasi spartano.

## Biografia
Epitadeo è un personaggio oscuro, citato dal solo Plutarco,, che lo descrive come un uomo potente, ostinato e violento di carattere ("δυνατός, αὐθάδης καὶ χαλεπὸς τὸν τρόπον").
Una volta eletto eforo, in un anno imprecisato dopo la fine della guerra del Peloponneso,, abrogò l'antica legge di Licurgo per la quale i beni di famiglia, mobili ed immobili, potevano essere trasmessi solo di padre in figlio, mantenendo così immutata nel tempo la distribuzione delle ricchezze tra le famiglie degli Spartiati.
Con la nuova legge, detta rhetra dagli Spartani, ogni cittadino poteva invece decidere di donare i suoi possedimenti a qualsiasi altro Spartano, e poteva redigere un testamento in favore di qualsiasi altra persona.
Questa legge, secondo Plutarco, promulgata da Epitadeo per meri motivi personali (essendo in disaccordo col figlio, non gli voleva lasciare in eredità il suo patrimonio), concentrò tutta la ricchezza nelle mani di poche persone, costringendo molti cittadini a cercare lavori indegni della loro posizione sociale, e causando animosità ed invidie nella città. Come effetto collaterale, molte delle ricchezze si concentrarono nelle mani delle donne spartane.
Senofonte non nomina mai direttamente Epitadeo nelle sue opere, ma osserva che, ai suoi tempi, gli Spartani non osservavano più le leggi di Licurgo.